# 渡辺明夫
渡辺 明夫（わたなべ あきお、1969年（昭和44年）7月27日 - ）は、日本のアニメーター、イラストレーター、キャラクターデザイナー、アニメ監督、同人活動家。東京都出身。フロントウイング所属。

## 人物・略歴
アニメーション専門学校を卒業後、スタジオ雲雀へ入社。退社後はフリーランスを経てフロントウイング所属。
キャラクターデザインと作画監督を任されることが多い。アニメーターとしては、シャフトでの活動が中心になる前から長く新房昭之の監督作品に関わっている。代表作は総作画監督を務めた『The Soul Taker 〜魂狩〜』、『化物語』など〈物語〉シリーズ。
アニメのキャラクターデザインでは「渡辺 明夫」名義が多く、まれに「渡辺 あきお」名義の場合もある。イラストレーターやキャラクターデザイナーとしては、「ぽよよん♥ろっく」の名義を用いることがある。それとしての代表作は、アニメ作品『ナースウィッチ小麦ちゃんマジカルて』キャラクターデザイン、『ぽぽたん』原画担当。特徴としては、少女が手首に緑色で半透明の腕輪（当人は「poyoりんぐ」と称している）を装着していることが多い。
「ぽこぴー」という同人サークルを主宰しており、一次創作やぷにを扱った二次創作物を発行している。
「ぽよよん♥ろっく」には別の誕生日が設定されており、氏の誕生日の２週間前7月13日となっている。

## 作品

### 「渡辺明夫」名義

#### アニメ（劇場公開作品、OVA、Web含む）
1987年
- ビックリマン（1987年 - 1989年、動画）

1989年
- 魔女の宅急便（動画）
- 新ビックリマン（1989年 - 1990年、原画）

1990年
- まじかる☆タルるートくん（1990年 - 1992年、原画）

1991年
- チエちゃん奮戦記 じゃりン子チエ（1991年 - 1992年、原画）

1992年
- スーパービックリマン（1992年 - 1993年、作画監督）

1993年
- ムカムカパラダイス（1993年 - 1994年、作画監督）

1995年
- はじまりの冒険者たち レジェンド・オブ・クリスタニア（原画）

1996年
- レジェンド・オブ・クリスタニア（作画監督）
- セイバーマリオネットJ（1996年 - 1997年、作画監督）

1997年
- 魔法少女メルル（キャラクターデザイン）
- ペンダント 〜思い出づくり〜（作画監督）

1998年
- スプリガン（原画）

1999年
- それゆけ!宇宙戦艦ヤマモト・ヨーコ（TVシリーズ、キャラクターデザイン、作画監督）
- セラフィムコール（作画監督）

2001年
- The Soul Taker 〜魂狩〜（キャラクターデザイン、総作画監督、作画監督）※「渡辺 あきお」名義。

2002年
- 王ドロボウJING（原画）
- ナースウィッチ小麦ちゃんマジカルて（2002年 - 2004年、キャラクターデザイン）※ KARTE.2までは「渡辺 あきお」名義。

2003年
- BLAME!Ver.0.11（キャラクターデザイン）

2004年
- コゼットの肖像（原画）
- ナースウィッチ小麦ちゃんマジカルてZ（2004年 - 2005年、キャラクターデザイン）

2005年
- まじかるカナン（TVアニメ版キャラクターデザイン）

2006年
- 星空キセキ（監督、脚本、キャラクターデザイン、絵コンテ、作画監督、色彩設計）
- あゆまゆ劇場（絵コンテ、演出、作画監督、原画）

2007年
- さよなら絶望先生（オープニングアニメーション：原画）

2009年
- 化物語（キャラクターデザイン、総作画監督、作画監督）

2010年
- 神のみぞ知るセカイ（キャラクターデザイン、作画監督協力）

2011年
- 神のみぞ知るセカイII（キャラクターデザイン）
- プリティーリズム・オーロラドリーム（キャラクター原案、エンディングアニメーション：作画監督・原画）
- 電波女と青春男（エンディングアニメーション：原画）
- Dororonえん魔くん メ〜ラめら（原画）
- Aチャンネル（原画）
- FAIRY TAIL（OADエンディングアニメーション：絵コンテ、演出、作画）

2012年
- 偽物語（キャラクターデザイン、総作画監督、作画監督）
- プリティーリズム・ディアマイフューチャー（キャラクター原案）
- 猫物語（黒）（キャラクターデザイン、総作画監督、原画、オープニングアニメーション：原画）

2013年
- 〈物語〉シリーズ セカンドシーズン（2013年 - 2014年、キャラクターデザイン、総作画監督）
- 神のみぞ知るセカイ 女神篇（キャラクターデザイン）

2014年
- プリパラ（オープニングアニメーション：原画）
- グリザイアの果実（キャラクター原案、キャラクターデザイン、総作画監督）
- 憑物語（キャラクターデザイン、総作画監督）

2015年
- えとたま（アダルトキャラクター原案）
- グリザイアの迷宮（キャラクター原案、キャラクターデザイン、総作画監督）
- グリザイアの楽園（キャラクター原案、キャラクターデザイン、総作画監督）
- 終物語（キャラクターデザイン、総作画監督）

2016年
- 傷物語〈I 鉄血篇〉（キャラクターデザイン）
- 暦物語（キャラクターデザイン、総作画監督）
- 傷物語〈II 熱血篇〉（キャラクターデザイン）
- クビキリサイクル 青色サヴァンと戯言遣い（キャラクターデザイン、総作画監督）

2017年
- 傷物語〈III 冷血篇〉（キャラクターデザイン）
- 打ち上げ花火、下から見るか? 横から見るか?（キャラクターデザイン）

2018年
- 3月のライオン 第2シリーズ（第13話エンドカード）
- グリザイア:ファントムトリガー（キャラクターデザイン、総作画監督）

2020年
- マギアレコード 魔法少女まどか☆マギカ外伝（原画、オープニングアニメーション：原画、第12話エンドカード）
- ひぐらしのなく頃に業（キャラクターデザイン、総作画監督、オープニングアニメーション：総作画監督）
- アサルトリリィ BOUQUET（第8話エンドカードイラスト）
- ひぐらしのなく頃に卒（キャラクターデザイン）

2021年
- 美少年探偵団（原画）
- えとたま 〜猫客万来〜（「なぁ～たん」キャラクターデザイン）
- 逆転世界ノ電池少女（キャラクター原案）

2022年
- DRAGON QUEST -ダイの大冒険-（第98話原画）

2023年
- お兄ちゃんはおしまい！（オープニングアニメーション：絵コンテ・演出、第6話エンドカードイラスト）
- ティンクルスターナイツ（企画OPアニメーション制作）
- わたしの幸せな結婚（作画監督）
- 16bitセンセーション ANOTHER LAYER（エンディングアニメーション：絵コンテ・演出・作画）
- アイドルマスター ミリオンライブ!（第7話エンドカードイラスト）

2024年
- 〈物語〉シリーズ オフ&モンスターシーズン（キャラクターデザイン、総作画監督）

#### コンピュータゲーム
1996年
- ジャンケンゲーム あっちむいてホイ!（原画、チラシイラスト）

1997年
- マスターオブモンスターズ〜暁の賢者達〜（オープニングムービー）

1998年
- ずっといっしょ（キャラクターデザイン、作画監督）
- ロードモナーク 〜新・ガイア王国記〜（オープニングムービー）

1999年
- Lの季節 〜A piece of memories〜（キャラクターデザイン）

2001年
- Missing Blue（キャラクターデザイン）

2002年
- デ・ジ・キャラット でじこミュニケーション（原画）

2004年
- でじこミュニケーション2(にょ) 打倒!ブラックゲマゲマ団!（原画）
- ToHeart2（オープニングアニメーション：絵コンテ、演出、作画監督、原画）

2005年
- 魔界天使ジブリール -episode2-（オープニングムービー）

2008年
- 魔界天使ジブリール -episode3-（オープニングムービー）
- Lの季節2 invisible memories（キャラクターデザイン）
- ティンクル☆くるせいだーす（オープニングアニメーション：絵コンテ、演出、作画監督、原画）

2010年
- 魔界天使ジブリール4（オープニングアニメーション）

2011年
- グリザイアの果実（キャラクターデザイン、原画）※フミオと共同。
- バレットソウル -弾魂-（キャラクターデザイン）

2012年
- グリザイアの迷宮（キャラクターデザイン、原画）
- 化物語 ポータブル（パッケージイラスト）

2013年
- グリザイアの楽園（キャラクターデザイン、原画）

2013年-
- 艦隊これくしょん -艦これ-（キャラクターデザイン〈松、竹、梅、桃〉）

2015年
- 果つることなき未来ヨリ（キャラクターデザイン）

2018年
- ももいろクローゼット （キャラクターデザイン）※ 劇中劇『魔縫少女フリル＆レース』のフリルとレースを担当。
- マギアレコード 魔法少女まどか☆マギカ外伝（2018年 - 2020年、MADOGATARI展コラボキャラ・佐和月出里キャラクターデザイン、カードイラスト、変身アニメーション絵コンテ、放浪のドッペルデザイン原案・監修）

2020年
- 22/7 音楽の時間（カードイラスト）

2023年
- GINKA（サブキャラクターデザイン）

#### CM
- ゲーマーズ - 新デ・ジ・キャラットCM（キャラクターデザイン、総作画監督）
- 掟上今日子の備忘録×〈物語〉シリーズ コラボCM（作画）
- dアニメストアCM『キミの好きに出会おう』（キャラクターデザイン[15]）
- Paradiso CM 『わたしの楽園』（キャラクターデザイン）

#### 書籍
2009年
- 西尾維新『オリジナルドラマCD 佰物語』（講談社BOX）イラスト

2012年
- 西尾維新『アニメ『化物語』副音声副読本』（講談社BOX）イラスト

2015年
- 西尾維新『副物語 アニメ偽物語＆猫物語（黒）副音声副読本』（講談社BOX）イラスト

2016年
- 久弥直樹『彼女たちが綴じる世界』（一迅社）イラスト

2017年
- 大根仁 著、岩井俊二 原作『打ち上げ花火、下から見るか？横から見るか？』（角川スニーカー文庫）カバーイラスト

2019年
- 西尾維新『混物語』（講談社BOX）イラスト

2021年
- 倉田悠子『旅立ち 亜美・終章』（星海社FICTIONS）イラスト
- 倉田悠子『マイ・ソング 亜美それから』（星海社FICTIONS）イラスト

#### その他
- ClariS 4thシングル「ナイショの話」イメージイラスト - テレビアニメ『偽物語』エンディングテーマ
- 「秋葉原電気外祭り 2013 Summer in 新宿」表紙イラスト
- ClariS 11thシングル「border」イメージイラスト監修 - テレビアニメ『憑物語』エンディングテーマ
- コミケットスペシャル6〜OTAKUサミット2015〜公式キャラクター「筆川麻耶・玲音」キャラクターデザイン
- 22/7（2018年 - ）キャラクターデザイン〈東条悠希、氷室みず姫〉[16]

### 「ぽよよん♥ろっく」名義

#### アニメ（OVA含む）
2003年
- キディ・グレイド（第16話アイキャッチイラスト）
- ぽぽたん（キャラクター原案）

2004年
- ねとらん者 THE MOVIE（キャラクターデザイン、総作画監督、ソフトバンククリエイティブ）

2005年
- ぱにぽにだっしゅ!（第24話エンドカード）

2008年
- アキバちゃん（キャラクターデザイン）※「ぽよよん☆ろっく」名義。

2010年
- 俺の妹がこんなに可愛いわけがない（第9話エンディングイラスト）※「ぽよよんろっく」名義。

2011年
- 快盗天使ツインエンジェル〜キュンキュン☆ときめきパラダイス!!〜（第3話エンドカード）
- カーニバル・ファンタズム（1st season REX表紙イラスト）

2012年
- 輪廻のラグランジェ season2（第11話エンドカード）
- はいたい七葉（エンドカードデザイン）
- うーさーのその日暮らし（キャラクターデザイン）

2014年
- ぺろぺろてぃーちゃー（キャラクターデザイン、総作画監督）※「ぽよよん☆ろっく」名義。
- ニセコイ（第13話提供バック）

2020年
- ネコぱら（第11話エンドカード）

2021年
- かぎなど（第4話エンドカード）

#### コンピュータゲーム
1999年
- コートの中の天使たち（ピンクパイナップル）キャラクターデザイン、原画

2002年
- ぽぽたん（ぷちフェレット）キャラクターデザイン、原画

2007年
- 潮風の消える海に（light）キャラクターデザイン、原画
- アイドル雀士スーチーパイIV（ジャレコ）メイド衣装デザイン

2009年
- ツンデレ淫乱少女すくみ（ピンポイント）キャラクターデザイン、原画
- クイーンズブレイド スパイラルカオス（バンプレスト）一部キャラクターデザイン

2011年
- LEGEND SEVEN 〜白雪姫と7人の英雄〜（NONSUGAR）原画

2013年
- AKIBA'S TRIP2（アクワイア）キャラクターデザイン

2017年
- Fate/Grand Order（概念礼装イラスト）

2018年
- クイズマジックアカデミー ロストファンタリウム (コナミ) キャラクターデザイン

2020年
- チュウニズム（セガ）一部キャラクターデザイン

#### トレーディングカード（ゲーム含む）
- AXIA - 『VIPトリビュート ギャラクシーエンジェルエディション』 ※ ミント・ブラマンシュとヴァニラ・Hを担当。その他、同社の関連トレカも含む。
- ブロッコリー - 『アクエリアンエイジ』
- コナミデジタルエンタテインメント - 『ハヤテのごとく!!トレーディングカードゲーム』
- タカラトミー - 『WIXOSS』

#### 書籍
- イカロス出版 - 『萌えだらけのクルマ選び 新車購入編』（イラスト）
- ソフトバンククリエイティブ - 『おた☆スケ手帳（おたくのスケジュール手帳）』（イラスト）

#### フィギュア
- セガ - 『新世紀エヴァンゲリオン EXスクール水着フィギュア feat.ぽよよん・ろっく』（原案デザイン、パッケージイラスト） ※ ゲームセンターのプライズ商品。
- ソフトバンククリエイティブ - 『ネトヴィネ シリーズ』（原案デザイン、パッケージイラスト） ※ ネットランナー本誌の付録で、単体販売は無し。
- ダイキ工業 - 『ギャラクシーエンジェル ミント・ブラマンシュ 完成品フィギュア』（原案デザイン、パッケージイラスト） ※ 前述のVIPトレカのイラストを元にしたフィギュアを商品化。

#### WEBサイト関連
- シャルラクプラス - 『メイドデンキ ダイレクト』（マスコットキャラクター）
- ソフトバンククリエイティブ - 『にゅーあきばどっとこむ』（関連イラスト）
- ソフトバンククリエイティブ - DVD『スク水だらけの水泳大会』（ジャケットイラスト）
- ハイビジョン - 『アキバ系SNS Filn（フィルン）』（公式キャラクター） ※ フィルとファルを担当。
- ライブドアクレジット - 『萌えローン』（イメージキャラクター） ※ ろんたんとライブベアを担当。
- OTA BASE〜宅男基地〜 (キャラクターデザイン)

#### その他
- アクアプラス - 『ToHeart2』スティックポスター ※ 柚原このみと向坂環を担当。
- カミカゼスタイル - コラボTシャツ『びすけたん』イラスト
- 埼玉県O-157予防キャンペーンポスター「ひなちゃん」イラスト。
- 桃井はるこ DVDドラマ『はるこ☆UP DATE』パッケージイラスト
- MOSAIC.WAV 2ndアルバム『SPACE AKIBA-POP』ジャケットイラスト
- MOSAIC.WAV 2ndシングル「キミは何テラバイト？」ジャケットイラスト
- MOSAIC.WAV 4thシングル「ギリギリ科学少女ふぉるしぃ」ジャケットイラスト
- Dance×Mixerバーチャル・ダンサー「ぴちぴち」イラスト
- 博麗神社社務所 - 同人イベント「博麗神社例大祭」および「博麗神社例大祭SP」（チラシイラスト、カタログ表紙） ※ キャラクター「博麗霊夢」と「霧雨魔理沙」を担当。
- 星色ガールドロップ コミックアンソロジー カバーイラスト
- 探ぱん 探偵になってぱんつを当てるゲーム 原案・イラスト[17]

### 「桜桃ひな」名義
- でこぽん! - 『いつか降る雪』（キャラクターデザイン、原画） ※ 他社作品と発売時期が被るという理由から、「桜桃 ひな」名義を用いた[18]。